# ميثيل نالتريكسون
ميثيل نالتريكسون (Methylnaltrexone( MNTX )، الذي يُباع تحت الإسم التجاري ريليستور(Relistor )، هو دواء يستخدم لعلاج الإمساك بسبب تعاطي المواد الأفيونية.  و تحديدا عندما تكون المسهلات الأخرى غير فعالة بالمرة.  و يؤخذ عن طريق الفم أو عن طريق الحقن تحت الجلد. 
تشمل الآثار الجانبية الشائعة لهذا العقار على: آلام البطن و الإسهال و الدوخة و الغثيان و انسحاب المواد الأفيونية .  قد تشمل الآثار الجانبية الأخرى ثقب المعدي المعوي .  و هو مضاد لمستقبلات المواد الأفيونية ذات تأثير محيطي.، مما يعني أنه لا يؤثر عمومًا على تأثيرات تقليل الألم المركزي للمواد الأفيونية الأخرى. 
تمت الموافقة على ميثيل نالتريكسون للاستخدام الطبي في الولايات المتحدة في عام 2008.  في المملكة المتحدة، تكلف التركيبة القابلة للحقن هيئة الخدمات الصحية الوطنية حوالي 21 جنيهًا إسترلينيًا لكل جرعة اعتبارًا من عام 2021.  في الولايات المتحدة يكلف هذا القدر حوالي 150 دولارًا أمريكيًا. 